# Verhivți, Sambir
Verhivți (în ucraineană Верхівці) este localitatea de reședință a comunei Verhivți din raionul Sambir, regiunea Liov, Ucraina.

## Demografie
Componența lingvistică a localității Verhivți
     Ucraineană (99,71%)
     Alte limbi (0,2%)
Conform recensământului din 2001, majoritatea populației localității Verhivți era vorbitoare de ucraineană (99,71%), existând în minoritate și vorbitori de alte limbi.